# Test pilota Pirxa
Test pilota Pirxa è un film del 1978, diretto da Marek Piestrak. Coproduzione polacco-sovietica, la sceneggiatura è basata sul romanzo breve fantascientifico di Stanisław Lem Il processo (Rozprawa), facente parte della raccolta I viaggi del pilota Pirx (Opowieści o pilocie Pirxie, 1968).

## Critica
Fantafilm scrive che "il film ha un soggetto interessante che si concentra sull'eterno e irrisolvibile duello tra l'uomo e la macchina. La critica, tuttavia, considera la realizzazione inferiore alle aspettative sottolineando come fuorviante e riduttivamente commerciale l'accento posto sui risvolti avventurosi."